# Omeya

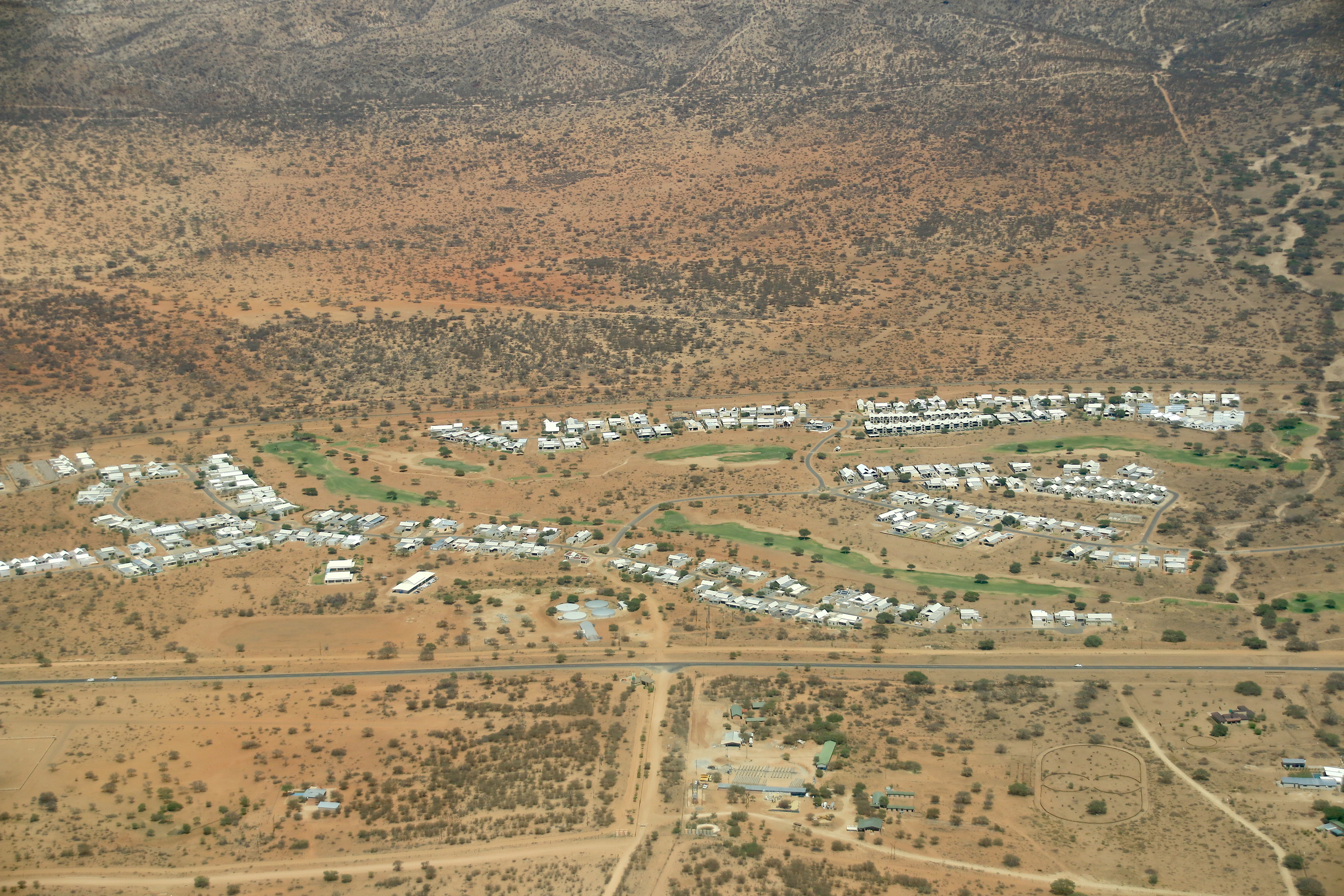
Omeya (2019)

Omeya ist als Gated Community eine Vorstadt der namibischen Hauptstadt Windhoek. In dieser befindet sich der gleichnamige Golfplatz. Omeya liegt etwa 30 Kilometer südlich des Windhoeker Stadtzentrums an der Bahnstrecke Windhoek–Nakop und der Nationalstraße B1. Östlich von Omeya befindet sich der Usip.
Eigentümer der Community ist die Omeya Golf and Residential Oasis (Pty) Ltd, die 2020 die Insolvenz beantragte.